# Лілея-НВ
Лілея-НВ — видавництво, засноване 1995 року в Івано-Франківську групою пластунів (лілея — світовий скаутський символ); спеціалізується на сучасній українській художній літературі, видає краєзнавчі й історичні серії книжок.
Директор — пластун, дійсний член куреня "Целібат Мурлики" Василь Іваночко.
Літературний редактор — Ярослав Довган.
Провідний художник-ілюстратор — Олена Рубановська.
З видавництвом як науковий редактор історичної, краєзнавчої та політологічної літератури співпрацює історик і пластун Іван Монолатій. 
У видавництві «Лілея-НВ» вийшли книжки:
- Юрія Андруховича («Рекреації», 1997; «Перверзія», 1997; «Екзотичні птахи і рослини з додатком „Індія“: Колекція віршів», 1997; «Дезорієнтація на місцевості», 1999; «Московіада», 2000; «Пісні для мертвого півня», 2004). Спільно з видавництвами «Критика» та «ВНТЛ-Класика» — подарунковий комплект «Весь Андрухович» (2005, складається з 6 книжок: «Дванадцять обручів», «Центрально-східна ревізія», «Дезорієнтація на місцевості», «Перверзія», «Московіада», «Рекреації»)
- Тараса Прохаська («FM Галичина», «Непрості», «З цього можна зробити кілька оповідань», «Порт Франківськ», «БотакЄ», «Інші дні Анни»)
- Юрія Іздрика («Воццек», «Подвійний Леон», «Острів КРК та інші історії», «Флешка»)
- Василя Кожелянка («Ефіопська Січ»)
- Петра Мідянки («Срібний прімаш»)
- Назара Федорака («Сад божественних комах»)
- Галини Петросаняк («Світло окраїн», «Спокуса говорити»)
- Віктора Неборака («А. Г. та інші речі»)
- Володимира Єшкілєва («Інше гроно проникнень і свідчень»)
- Ярослава Довгана («1999», «Спостережник», «Посіяна до часу торба з сухарями», «Райський птах в осінньому саду»)
- Наталки Сняданко («Сезонний розпродаж блондинок»)
- Юрія Покальчука («Озерний вітер»)
- Софії Андрухович («Літо Мілени», «Старі люди», «Жінки їхніх чоловіків»)
- Тані Малярчук («Ендшпіль Адольфо, або Троянда для Лізи»).
- Марії Микицей(«Саламандра», « Інфра», «Трофей на довгу пам'ять»)
- Івана Монолатія ("Від Донецька до Перемишля. Як сучасна література пам'ятає українські міста", "Переможене горе. Мнемонічні фігури (без)державної літератури", "Вічний жид з Коломиї. "Українець" Мойсеєвого визнання Яків Саулович Оренштайн, "Макогін псевдо Розумовський. Уявлена українська людина")

У видавництві вийшли серії книжок «Агресивна бібліофілія» (твори молодих українських письменників), проєкт «Інший формат» (розмова Тараса Прохаська з відомими сучасними українськими письменниками і філософами), «Наші партизани» (спогади вояків про Другу світову війну та Дивізію СС «Галичина»), «Моє місто» (історія міста Івано-Франківська у 43 книжках), «Майстри української прози»(твори сучасників та класиків української прози), «Схід/Захід», «Галич»(збірник наукових праць про Галич), «Звитяжці» (серія з 20 книг спогадів українських воєначальників XX-го століття), історико-краєзнавча серія "Моє місто".
Також «Лілея-НВ» видавало культовий часопис «Четвер». 